# Pcháč
Pcháč (Cirsium) je rod rostlin z čeledi hvězdnicovité, v níž je řazen do podčeledě bodlákové (Carduoideae). Jsou to dvouleté nebo vytrvalé, ostnité byliny. Rod zahrnuje asi 451 druhů a je rozšířen především v mírném pásu severní polokoule s přesahy do tropů. V České republice roste 13 druhů.

## Rozšíření
Domovinou pcháče je Evropa a netropické oblasti Asie, odkud byl zavlečen do Severní Ameriky, severní Afriky, Austrálie i na Nový Zéland.
Jsou to rostliny s rozličnými nároky na biotop, vyskytují se v močálech, na loukách a stepích, v písečných dunách i na okrajích pouští.

## Popis

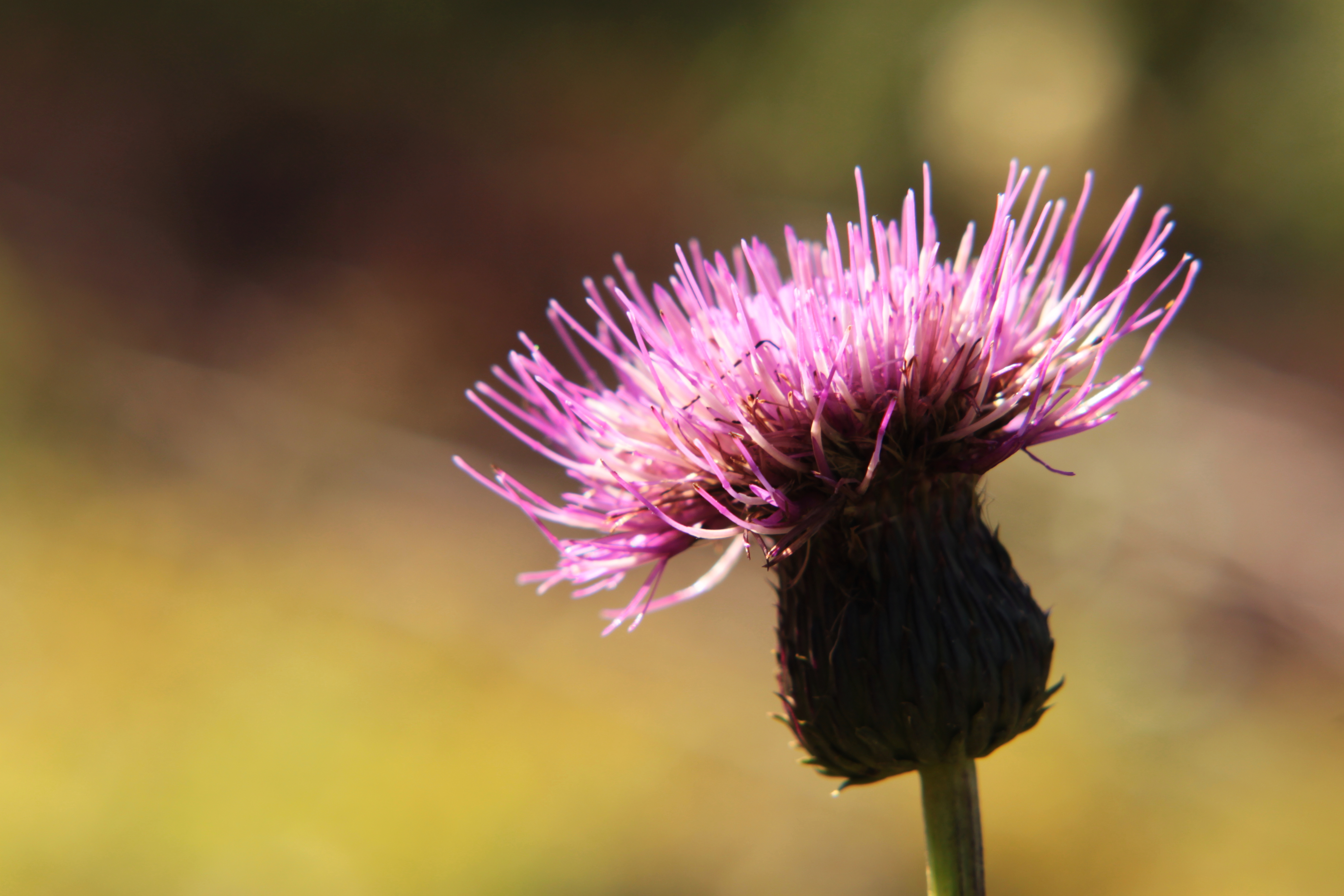
Květenství pcháče

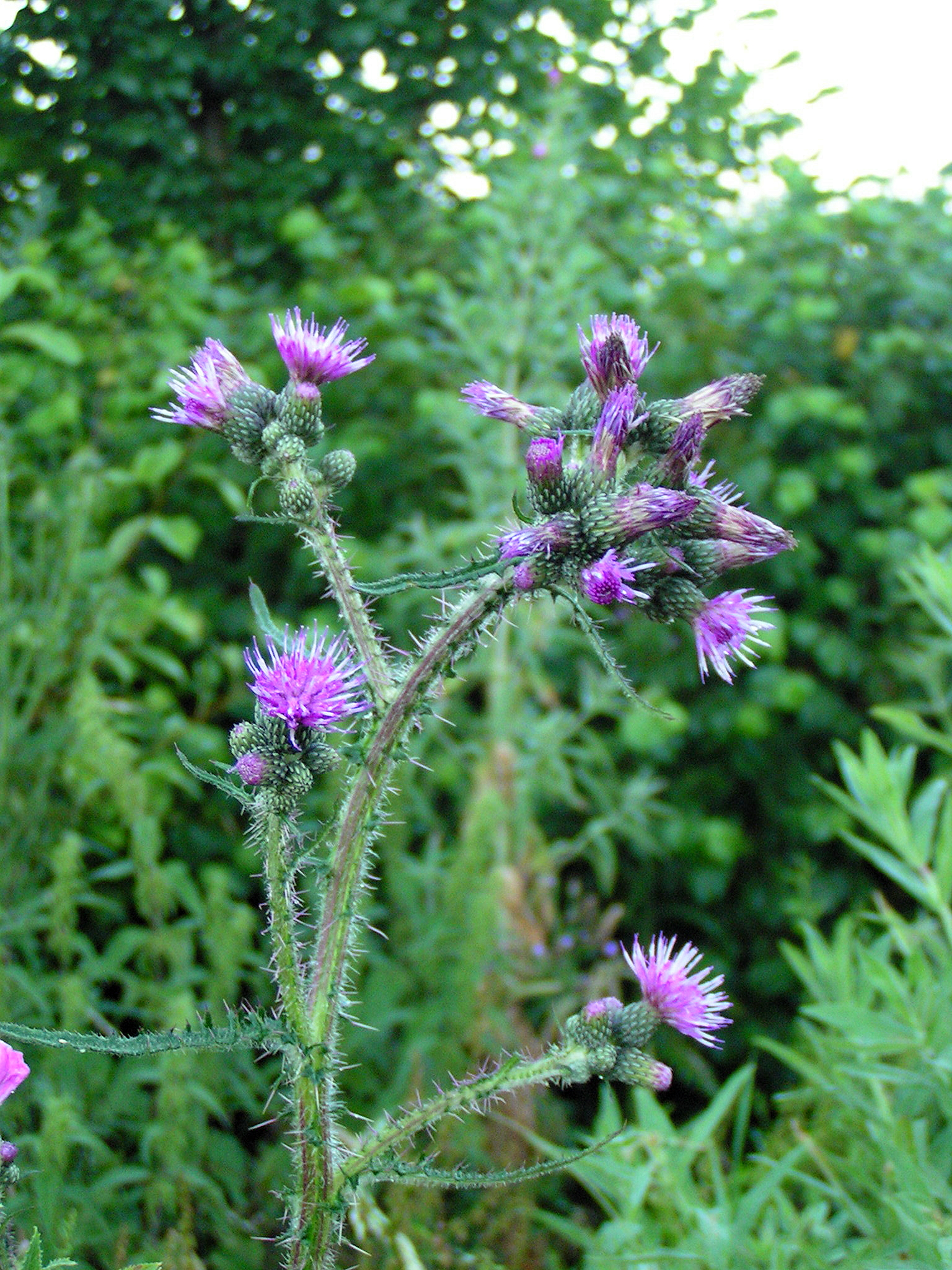
Pcháč bahenní (Cirsium palustre)

Tyto byliny s ostny jsou dvouleté nebo vytrvalé. Vzpřímené lodyhy jsou většinou jednoduché, jen málo větvené, vyrůstají z pevného kůlovitého kořene dosahujícího do hloubky i přes 3 m. Listy jsou na lodyhách uspořádány střídavě, bývají přisedlé či řapíkaté, celistvé nebo peřenosečné až peřenoklané. U mnoha druhů přízemní listy vytvářejí růžici. Z kořenů některých druhů vyrůstají podzemní oddenky, z kterých rostou další lodyhy, takže pcháč vytváří celé kolonie (pcháč oset). Jiné druhy se rozmnožují pouze semeny (pcháč obecný).
Květní úbory vyrůstají na koncích větví chocholíku nebo chocholičnaté laty jednotlivě nebo ve strboulu. Zákrov bývá válcovitý, vejcovitý nebo kulovitý. Zákrovní listeny bývají kopinaté, špičaté nebo zakončeny ostnem, uspořádány jsou ve více řadách. Květní lůžko je ploché nebo vypouklé, hustě štětinaté, je v něm 25 až 200 květů. Trubkovité květy jsou oboupohlavné a samičí, výjimečně se vyskytují i květy samčí. Koruna je nachová, růžová, zelenobílá až krémově bílá. Její pětilaločná korunní trubka je bělavá i narůžovělá, v horní části se zvonkovitě rozšiřuje. Kalich se přeměňuje v chmýr. Tyčinky mají krátce chlupaté nebo hladké nitky a fialové, nachové nebo bělavé prašníky s tenkými přívěsky. Pestík má fialovou nebo bělavou čnělku nesoucí dvouramennou bliznu s krátkými čárkovitými rameny. Většina pcháčů je samosprašná, jejich květy jsou často navštěvovány včelami, motýly, mouchami i brouky.
Plodem jsou vřetenovité až podlouhle obvejčité, většinou hladké nažky. Bývají čtyřhranné nebo dvoukýlné, na vrcholu uťaté a s krátkým zobánkem. Chmýr je víceřadý, pérovitý, na bázi srostlý v kroužek, opadavý.
Některé druhy mohou být snadno zaměnitelné za bodlák (Carduus). Hlavní vizuální rozdíl mezi těmito rody spočívá v jejich chmýru. U pcháče je chmýří nažek složeno z chlupů pérovitých, kdežto u bodláku z jednoduchých, nepérovitých, pouze zoubkovaně drsných chlupů.

## Význam
Pcháče jsou někdy problémem v obdělávané půdě, kdy se při orání roznášejí úlomky oddenků vytrvalých druhů pcháčů po celém poli, a také v trvalých travních porostech, loukách a pastvinách, kde není prováděno pravidelné a důkladné sečení a dvouleté druhy se rozšiřují po okolí semeny. Ovce a kozy mladé výhonky spásají, dospělých si již nevšímají. Píce s pcháčem, čerstvá i usušená, může při zkrmování zapříčinit dobytku poranění zažívacího ústrojí.
V mnoha oblastech jsou velkým problémem na travnatých sportovištích, dostihových drahách i golfových hřištích. Tam se likvidují selektivními herbicidy, které jsou nejúčinnější na nově vzešlé rostliny.

## Taxonomie
Rozlišuje se celosvětově asi 200 až 300 druhů, velký problém při určování jednotlivých taxonů dělá snadné samovolné křížení mezi jednotlivými druhy, z nichž vzešlí potomci jsou schopni se dále množit. V Česku roste těchto 13 druhů:
- pcháč bahenní (Cirsium palustre) (L.) Scop.
- pcháč bělohlavý (Cirsium eriophorum) (L.) Scop.
- pcháč bezlodyžný (Cirsium acaule) Scop.
- pcháč hlíznatý (Cirsium tuberosum) (L.) All.
- pcháč ježinatý (Cirsium echinus) (M. Bieb.) Hand.-Mazz.
- pcháč obecný (Cirsium vulgare) (Savi) Ten.
- pcháč oset (Cirsium arvense) (L.) Scop.
- pcháč panonský (Cirsium pannonicum) (L. f.) Link
- pcháč potoční (Cirsium rivulare) (Jacq.) All.
- pcháč různolistý (Cirsium heterophyllum) (L.) Hill
- pcháč šedý (Cirsium canum) (L.) All.
- pcháč zelinný (Cirsium oleraceum) (L.) Scop.
- pcháč žlutoostenný (Cirsium brachycephalum) Jur.

## Ohrožení
Některé druhy pcháče rostoucí v ČR se vyskytují jen v malém množství a v úzce omezeném areálu, navíc mnohdy jejich početní stavy dále klesají. Podle "Černého a červeného seznamu cévnatých rostlin ČR" jsou zařazeny mezi druhy:
- kriticky ohrožené C1 – pcháč žlutoostenný,
- ohrožené C3 – pcháč bělohlavý a pcháč panonský.[6]